# Berchtesgadenské Alpy

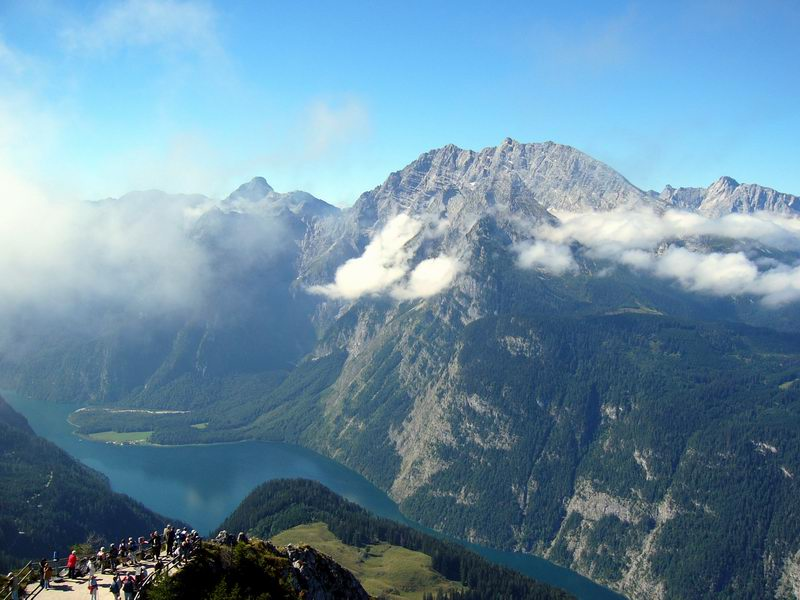
Watzmann z Jenneru a jezero Königssee

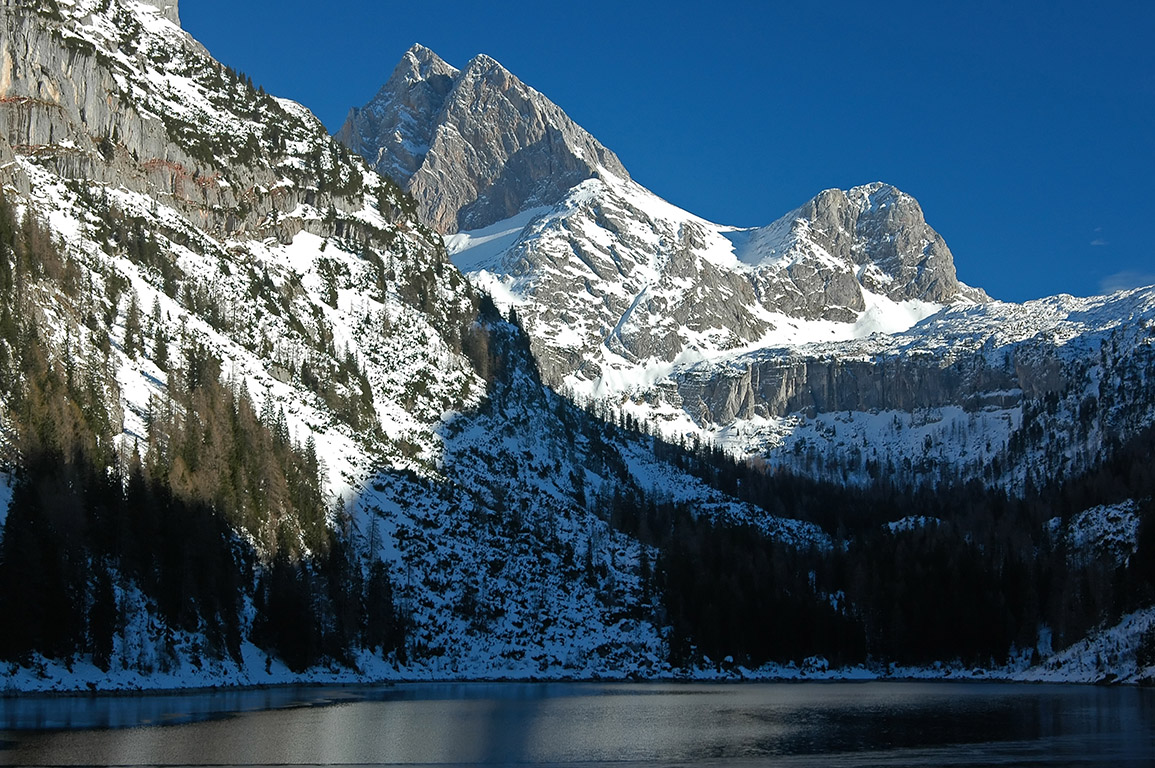
Grosser Hundstod

Berchtesgadenské Alpy (německy Berchtesgadener Alpen) leží na území Rakouska a Německa. V Rakousku zasahují na území spolkové země Salcbursko. Jako mohutná hradba složená především z vápence a dolomitu ční vysoko nad údolí řek Salzach a Saalach. Nejvyšší horou je Hochkönig – 2941 m n. m. s malým náhorním ledovcem Übergossene Alm ležící v rakouské části pohoří. Oblast vrcholu Watzmann a jezera Königssee je chráněna jako národní park (Nationalpark Berchtesgaden).

## Poloha
Plocha pohoří je 1300 km². Od východu a západu ohraničují Berchtesgadenské Alpy řeky Salzach a Saalach. Jižní hranici tvoří toky říček Mühlbach a Urslau Bach. Sever území je klínovitě uzavřen městem Salcburk.

## Historie
Na počátku objevování možností turistiky v pohoří, byla údolí hustě zalesněna a hory téměř neprostupné. Jen lovci a pastevci uměli žít v těchto tvrdých a nebezpečných odlehlých krajích. První turistické akce začaly někdy uprostřed 18. století. Mezi roky 1780 a 1900 byly veškeré důležité vrcholy pohoří vylezeny a tehdejší horolezci začali prozkoumávat těžší a významnější výstupy. Jedním z nejdůležitějších předchůdců byl Hermann von Barth. V padesátých a šedesátých letech byly veškeré významnější cesty a výstupy v tomto pohoří dosaženy a extrémní lezci začínali objevovat lezení velkých stěn.

## Členění masivu
Berchtesgadenské Alpy tvoří několik samostatných masivů.
- Hochkönig
Masiv se stejnojmennou nejvyšší horou, leží v Rakousku u městečka Mühlbach. V tomto masivu leží řada atraktivních cílů pro turisty, horolezce i skialpinisty. Kromě samotného vrcholu Hochkönig, který je cílem turistů, ferratistů i horolezců díky své 550 m vysoké stěně, jsou pověstnými vrcholy Torsäule, Östilcher Schoberkopf a Westicher Schoberkopf, Flachfeld a další
- Untersberg
Leží zcela na severovýchodě pohoří v blízkosti Salcburku. Je to malá skupina s nejvyšším vrcholem Berchtesgadener Hochthron – 1972 m ležícím na území Německa. Nad Salcburkem najdeme Salzburger Hochthron, který je snadno turisticky dosažitelný z lanovky Untersbergbahn. Horolezecky lákavá je jeho východní stěna a zvláště pak pilíř Blausandpfeiler.[2] Poblíž lanovky je oblíbené startovací místo paraglajdistů.
- Göllgruppe
Tento pohraniční hřeben navazuje dále na jih. Nejvyšší vrchol je Hoher Göll – 2522 m
- Hagen Gebirge
Bezprostředně sousedí s Göllgruppe. Jedná se doslova o neuspořádaný vápencový labyrint štítů a hor. Nejvyšším vrcholem je Teufelshörner – 2361m. Tato část pohoří leží na východní straně jezera Königssee.
- Steinernes Meer
Tato část Berchtesgadenských Alp se nachází na jihu pohoří a tvoří ji zvlněná náhorní pláň – „Kamenné moře“. Nejvyšším vrcholem je Selbhorn – 2655 m
- Reiter Alpe
Je horským masivem na pomezí Rakouska a Německa s nejvyšším vrcholem Stadlhorn – 2287 m
- Watzmann
Je bezesporu největším lákadlem Berchtesgadenských Alp. Jedná se o jakési srdce pohoří ležící bezprostředně na západním břehu jezera Königssee. Nejvyšší vrchol je Watzmann – 2713 m
- Lattengebirge
Je poslední malou skupinou ležící nad známými lázněmi Bad Reichenhall. Nejvyšší vrchol je Törlkopf – 1704 m.

## Turismus
Berchtesgadenské Alpy mají nepřeberné možnosti vyžití turistiky a sportů. Mají zde své pevné místo např. horolezectví, paragliding, kanyoning, lyžování a díky řadě propastí a jiných krasových jevů si tu užijí i jeskyňáři

### Horské chaty

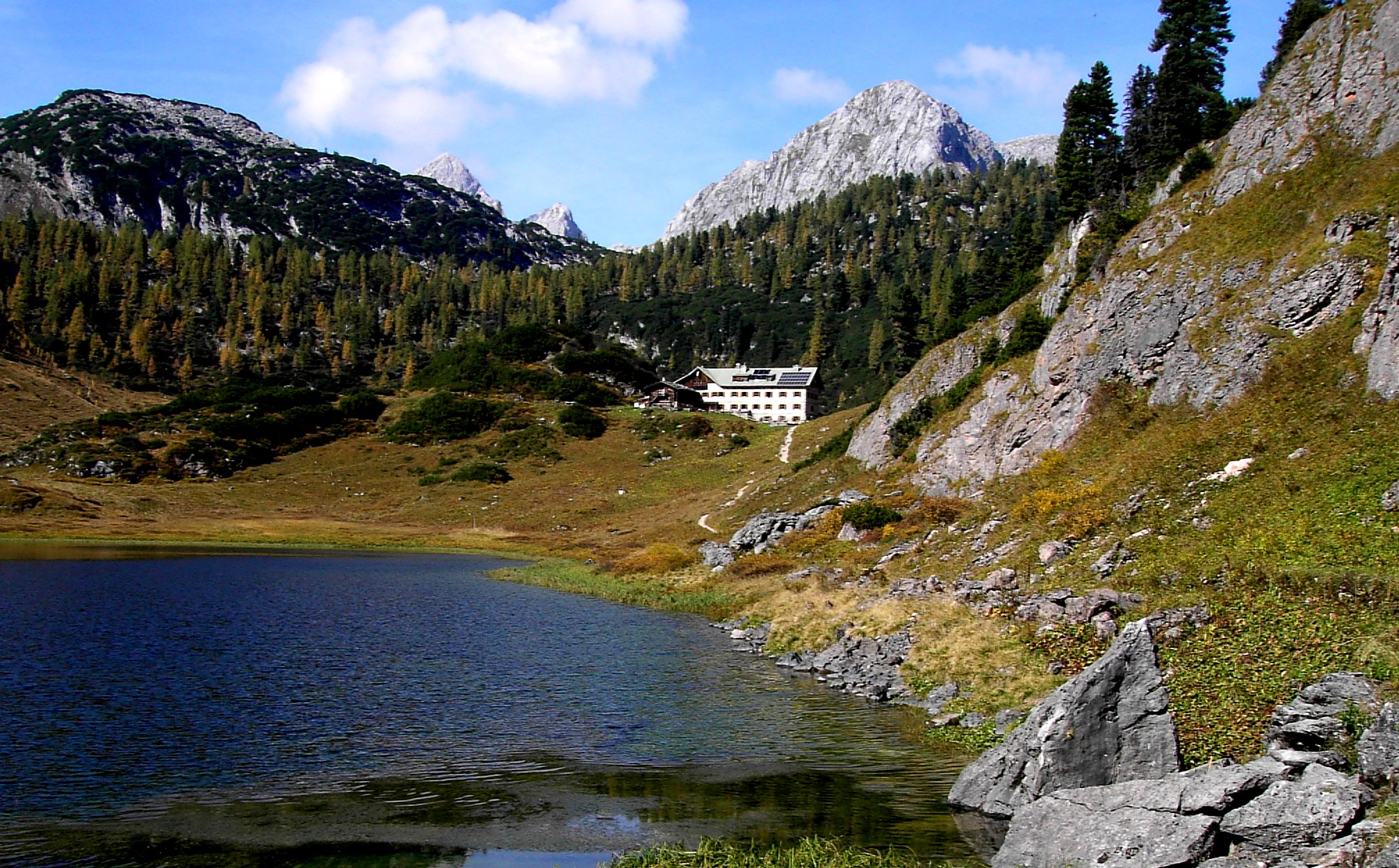
Kärlingerhaus

- Alpeltalhütte (1100 m) – Hinterbrand
- Bertgenhütte (1845 m) – Hochseiler
- Blaueishütte (1680 m) – Hochkalter
- Eckberthütte (1140 m) – Blühnbachtal
- Erichhütte (1545 m) – Hochkönig[3]
- Franz-Eduard-Matras-Haus (2941 m) – Hochkönig
- Mittenfelralm (1669 m) – Hochkönig
- Gotzenalm (1685 m) – Hagengebirge
- Ingolstädter Haus (2120 m) – Steinernes Meer
- Kärlingerhaus (1635 m) – Funtensee
- Kührointhütte (1420 m) – Kleinen Watzmann
- Neue Traunsteiner Hütte (1560 m) – Reiter Alpe
- Ostpreußenhütte (1630 m) – Hochkönig
- Peter-Wiechenthaler-Hütte (1752 m) – Steinernes Meer
- Purtschellerhaus (1700 m) – Hoher Göll
- Riemannhaus (2177 m) – Steinernes Meer
- Schneibsteinhaus (1670 m) – Schneibstein
- Stahlhaus (736 m) – Torrenner Joch
- Stöhrhaus (1895 m) – Berchtesgadener Hochthron
- Toni-Lenz-Hütte (1480 m) – Salzburger Hochthron
- Wasseralm (1420 m) – Röth
- Watzmannhaus (1930 m) – Falzköpfl
- Wimbachgrieshütte (1330 m) – Wimbachtal
- Zeppezauerhaus (1665 m) – Geiereck[4]

### Mezinárodní turistická stezka Via Alpina
Hlavní turistický chodník Via Alpina prochází celými Alpami v pěti částech. Jedna z jeho částí prochází také Berchtesgadenskými Alpami. Tzv. „Violette Weg“ je rozdělena do 9 etap.

1. Etapa A36 : vedoucí z města Werfen k chatě Arthur Haus
2. Etapa A37 : vedoucí z chaty Arthur Haus k chatě Erichhütte
3. Etapa A38 : vedoucí z chaty Erichhütte do obce Maria Alm
4. Etapa A39 : vedoucí z obce Maria Alm k chatě Riemannhaus
5. Etapa A40 : vedoucí z chaty Riemannhaus k chatě Kärlingerhaus
6. Etapa A41 : vedoucí z chaty Kärlingerhaus k jezeru Königssee (s plavbou po jezeře Königssee)
7. Etapa A42 : vedoucí z Königssee do Engedey u Berchtesgadenu
8. Etapa A43 : vedoucí z Engedey k chatě Neuen Traunsteiner Hütte
9. Etapa A44 : vedoucí z chaty Neuen Traunsteiner Hütte do Unkenu v údolí Saalachtal

### Turistická střediska
- Berchtesgaden
- Bad Reichenhall
- Saalfelden
- Bischofshofen
- Werfen
- Hallein

## Národní park Berchtesgaden
Kolem roku 1900 se objevily první názory na ochranu přírody v Berchtesgadenu. V roce 1921 byla vybrána první oblast chráněné přírody a v r. 1978 byl ustanoven Národní park Berchtesgaden s 210 km². Byla to stejná idea jako v mnoha dalších zemích: příroda by měla být udržována v původním stavu. Toto samozřejmě způsobuje určité rozpory s požadavky turistiky (turistika, lezení). Proto byla vyvinuta série specifických pravidel a zákonů národního parku, kterými se musí všichni návštěvníci řídit.